# M. Corrie Schoeman
Martinus Corrie Schoeman (* im 20. Jahrhundert in Johannesburg), häufig M. Corrie Schoeman, ist ein südafrikanischer Evolutionsökologe. Sein Forschungsschwerpunkt sind die Fledertiere.

## Leben
Schoeman verbrachte seine Kindheit in den Niederlanden. Er kehrte nach Südafrika zurück, wo er die High School abschloss und von 1986 bis 1990 Jura und Ökonomie an der Witwatersrand-Universität in Johannesburg studierte. Nach seinem Wehrdienst verbrachte er von August 1992 bis Juli 1997 in Taiwan, wo er als Englisch-Lehrer arbeitete. Ab 1998 absolvierte er ein Zoologie- und Biologiestudium an der Witwatersrand-Universität, das er im Jahr 2000 als Bachelor of Science abschloss. Im Jahr 2001 erlangte er den Bachelor of Science mit Auszeichnung an der Universität Kapstadt. Ab 2002 folgte ein Studium in Zoologie und Biologie an der Universität Kapstadt, wo er im Jahr 2006 mit der Dissertation The relative influence of competition and coevolution on the community structure of insectivorous bats in southern Africa zum Ph.D. promoviert wurde. Von April 2007 bis Dezember 2012 war er Dozent für Evolutionsökologie an der Universität von KwaZulu-Natal. Von Januar 2012 bis Dezember 2015 war er Lehrbeauftragter für Ökologie an der Universität von KwaZulu-Natal. Seit Dezember 2015 ist er außerordentlicher Professor und seit Januar 2017 Honorarprofessor an der Universität von KwaZulu-Natal. 
Zu den Forschungsinteressen von Schoeman zählen die Untersuchung der Ursachen und Folgen der Biodiversität, von der Genetik bis hin zu den Ökosystemen in von Menschen dominierten und natürlichen Landschaften Afrikas und Madagaskars.
Schoeman betrieb Feldstudien an Kleinsäugern (insbesondere Fledermäusen) und Insekten in Afrika, Madagaskar, Südostasien und Mittelamerika. Er veröffentlichte zahlreiche wissenschaftliche Artikel und er war an den Erstbeschreibungen von mehreren afrikanischen Fledermausarten beteiligt, darunter Hypsugo bemainty, Rhinolophus cohenae, Rhinolophus mabuensis, Rhinolophus mossambicus, Rhinolophus smithersi, Coleura kibomalandy, Macronycteris cryptovalorona, Miniopterus egeri, Miniopterus mahafalensis und Rhinolophus gorongosae.
Im Jahr 2010 gehörte Schoeman zu den Co-Autoren der Bücher Bats of Southern and Central Africa: A Biogeographic and Taxonomic Synthesis und Understanding Concepts in Mathematics and Science: A Multilingual Learning and Teaching Resource Book in English, isiXhosa, isiZulu, Afrikaans.
Schoeman war von 2014 bis 2015 Vizepräsident der Zoological Society of Southern Africa.